# Marie-Maurille de Sombreuil
Jeanne-Jacques-Marie-Anne-Françoise de Virot Sombreuil, condesa de Villelume (14 de febrero de 1768-15 de mayo de 1823), más conocida como Marie-Maurille de Sombreuil, fue una aristócrata francesa. También es conocida como "la heroína del vaso de sangre".

## Orígenes
Marie-Maurille fue la primogénita de Charles François de Virot, marqués de Sombreuil (1720-1794), gobernador de Los Inválidos, y Marie-Madeleine des Flottes de l'Eychoisier (1748-1780).

## Leyenda

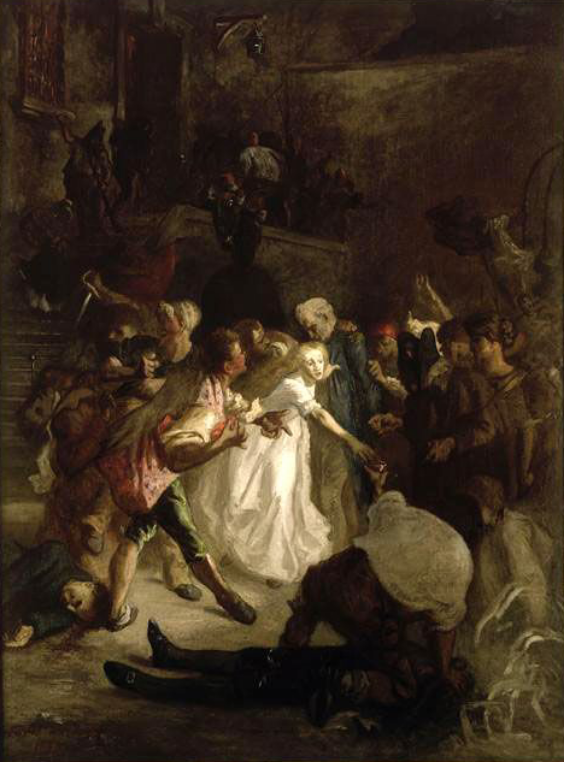
Mademoiselle de Sombreuil bebiendo un vaso de sangre para salvar la vida de su padre, por Pierre Puvis de Chavannes (1853).

En 1792, en las conocidas como masacres de septiembre, durante un juicio llevado a cabo en la prisión de la Abadía contra trescientos detenidos bajo sospecha de conductas contrarrevolucionarias (concretamente de haber ayudado a la Guardia Suiza durante el asalto al Palacio de las Tullerías), Marie-Maurille salvó la vida de su padre, uno de los acusados, situándose entre él y la multitud allí congregada, quien ya había asesinado a varios de los sospechosos, alegando los servicios prestados por él como gobernador y pronunciando finalmente, según el conde de Villelume, las siguientes palabras: "¡no llegaréis a mi padre más que después de haberme matado!".
Logró su propósito gracias a su valor y su belleza, si bien Stanislas-Marie Maillard, apodado "Tape-Dur", le propuso perdonar la vida de su padre a cambio de que bebiese un vaso de sangre. Maillard cogió entonces un vaso y lo llenó con la sangre de una de las víctimas (concretamente la del conde de Saint-Marsault, quien acababa de ser asesinado), dándoselo a continuación a la joven, quien sin vacilar lo bebió de un trago, gritando inmediatamente después: "¡viva la nación!".
Esta historia inspiró a poetas y novelistas tales como Victor Hugo, Jacques Delille y Gabriel-Marie Legouvé, y a historiadores como Edgar Quinet.
No obstante, existe una versión más realista de dicha historia contada por Jacques Hillairet en "Dictionnaire historique des rues de Paris". El marqués de Sombreuil había sido detenido el 16 de agosto de 1792 y encarcelado en la prisión de la Abadía. Su hija pidió permiso dos días después para ingresar en la cárcel y así poder estar con él. Según la versión de Hillairet, la imagen de Marie-Maurille abrazando a su padre y suplicando por su vida entre lágrimas conmovió a la muchedumbre asesina. Stanislas-Marie Maillard, presidente del tribunal improvisado en la prisión, declaró entonces al marqués inocente.  Aún alterada, Marie-Maurille pidió que le trajesen un vaso de agua, el cual llegó hasta ella manchado de sangre tras haber pasado por las manos de varios de los asaltantes, dando origen a la leyenda de que bebió un vaso de sangre para salvar la vida de su padre. De hecho, la propia Marie-Maurille siempre sostuvo que el vaso manchado de sangre contenía vino rojo.

## Últimos años
Fue encarcelada sucesivamente en las prisiones de Port-Libre y Sainte-Pélagie junto con su padre y su hermano Stanislas (nacido en 1768), quienes fueron ejecutados el 17 de junio de 1794, permaneciendo Marie-Maurille en prisión hasta su liberación en julio del mismo año tras la caída de Robespierre. Su otro hermano, Charles Eugène de Sombreuil (nacido el 11 de julio de 1770), quien había estado luchando con los realistas en Bretaña, fue capturado y ejecutado junto a 750 soldados por un pelotón de fusilamiento a las órdenes de Lazare Hoche el 28 de julio de 1795. Al año siguiente, el 23 de julio de 1796, Marie-Maurille contrajo matrimonio con el conde de Villelume (10 de abril de 1757-12 de febrero de 1837), con quien tuvo un hijo, Jean Gaspard Emmanuel (4 de septiembre de 1801-1877).
Murió en Aviñón el 15 de mayo de 1823, siendo su corazón colocado en la capilla de los Celestinos y su cuerpo enterrado en el cementerio de Saint Roch, siendo posteriormente trasladado al de Saint-Véran. La urna funeraria con su corazón fue posteriormente trasladada a la bóveda de los gobernadores de Los Inválidos, en París, siendo depositada allí en ausencia de su padre, cuyos restos fueron sepultados en una fosa común en el cementerio de Picpus tras su ejecución. En la urna funeraria, su nombre ha sido masculinizado como "Maurisse".
- Datos: Q3292146
- Multimedia: Marie-Maurille de Sombreuil / Q3292146